# Жаковце
Жаковце (слч. Žakovce) насељено је мјесто са административним статусом сеоске општине (слч. obec) у округу Кежмарок, у Прешовском крају, Словачка Република.

## Становништво
| Година:    | 1994. | 2004.    | 2014.    | 2024.   |
| ---------- | ----- | -------- | -------- | ------- |
| Број људи: | 568   | 709      | 861      | 863     |
| Разлика:   |       | +24,82 % | +21,43 % | +0,23 % |

| Година:    | 2023. | 2024.   |
| ---------- | ----- | ------- |
| Број људи: | 860   | 863     |
| Разлика:   |       | +0,34 % |

Према подацима о броју становника из 2011. године насеље је имало 856 становника.